# مارچلو فونت
مارچلو فونت (انگلیسی: Marcello Fonte؛ زادهٔ ۷ نوامبر ۱۹۷۸) هنرپیشه اهل ایتالیا است.

## فیلمشناسی

### بازیگر
- مرد سگی